# Kraftwerk Gars
Das Kraftwerk Gars ist ein Laufwasserkraftwerk der österreichischen Verbund AG in der oberbayerischen Gemeinde Gars am Inn.
Das Kraftwerk liegt nordöstlich des Ortsteils Gars-Bahnhof, nahe dem Weiler Agg.
Um die Aluminiumhütte in Töging, die bis dahin vom Kraftwerk Töging mit Strom versorgt wurde, erweitern zu können, beauftragte diese die Innwerk AG mit dem Projektieren von Kraftwerken am Inn. Eines der Kraftwerke entstand schließlich in Gars am Inn. Zeitgleich errichtet wurden das Kraftwerk Teufelsbruck und das Kraftwerk Wasserburg.
Das von 1935 bis 1938 erbaute Kraftwerk besteht aus einem vierfeldrigen Wehr an der rechten Uferseite und einem Krafthaus mit fünf Kaplan-Turbinen an der linken. Eine Maschinenhalle fehlt, die beiden Portalkräne fahren im Freien. 2011–13 wurde die Kraftwerksanlage um eine Kaplan-Rohrturbine mit einer Leistung von 5 MW zwischen den Wehrfeldern und dem rechten Innufer erweitert.
Seit März 2015 gibt es am linken Innfufer eine 680 m lange Fischwanderhilfe.
Der Nachfolger der Innwerk AG, die E.ON Wasserkraft GmbH, verkaufte das Kraftwerk 2009 an die österreichische Verbund AG.